# Szerbszentmárton

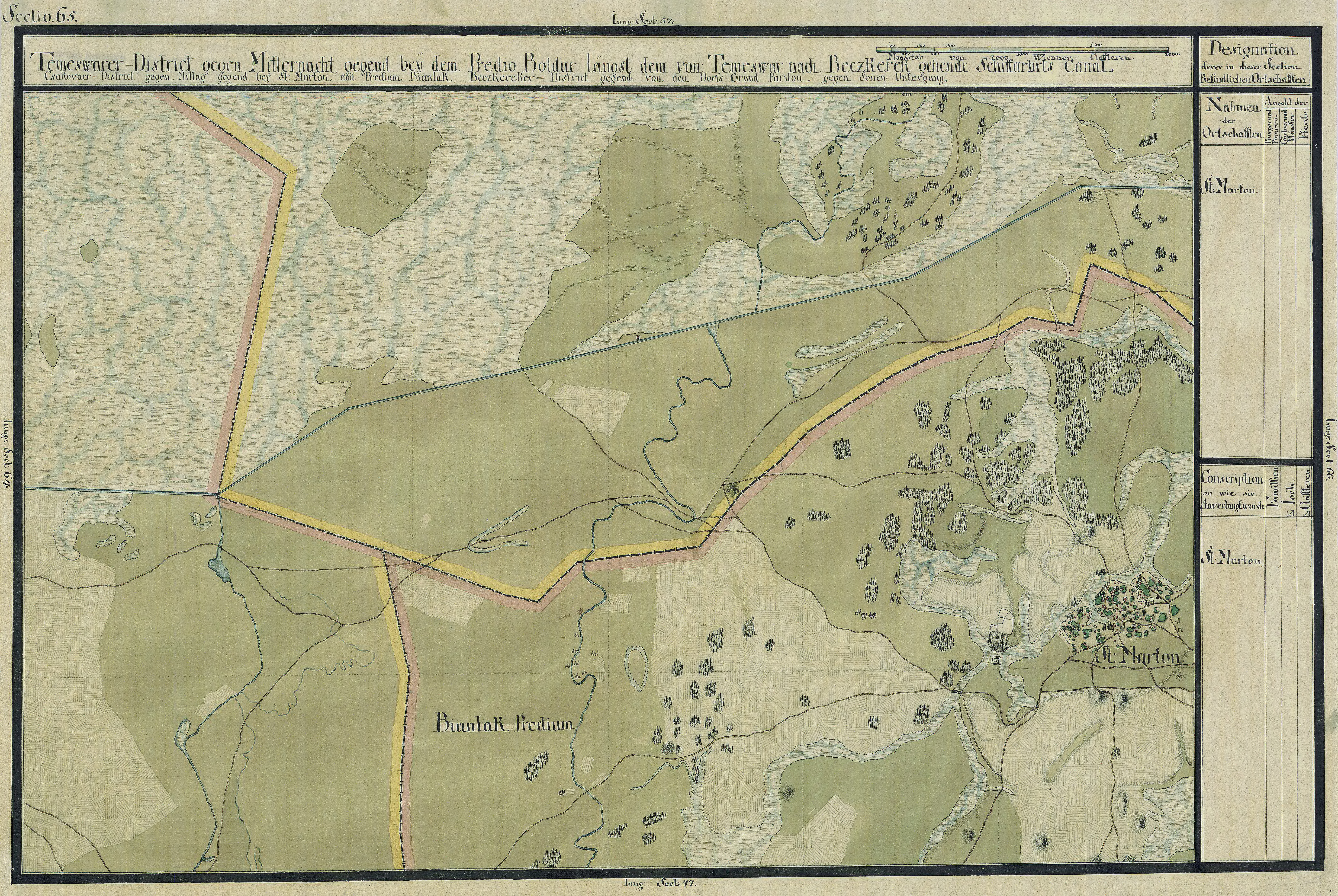
Szerbszentmárton egy 1700-as évekből származó térképen

Szerbszentmárton, románul: Sânmartinu Sârbesc, szerbül: Српски Семартон, település Romániában, a Bánságban, Temes megyében.

## Fekvése
Temesvártól délnyugatra, Torontálgyülvésztől északra, Magyarszentmárton és Torontáldinnyés közt fekvő település.

## Története
Szerbszentmárton nevét már az 1332-1337 évi pápai tizedjegyzék is egyházas helyként említette. A török hódoltság alatt is fennmaradt, de magyar lakosai kivesztek, és helyükbe szerbek telepedtek, akik a helység ősi nevét változatlanul fenntartották.
Az 1717. évi összeírásban a csákovai kerület községei között említették 28 lakott házzal, majd a Mercy-féle térképen is lakott helyként tüntették fel a becskereki kerületben, az 1761-ban készült térkép pedig ismét a csákovai kerülethez sorozta, majd 1779-ben Torontál vármegyéhez csatolták. 1806-ban Szent Márton, 1828-ban Rátz Szent Márton, 1913-ban  Szerbszentmárton néven írták.
1851-ben Fényes Elek: írta a településről: „RáczSzent-Márton Torontál vármegyében, rácz falu, 18 katolikus, 10 református, 1562 óhitű, 4 zsidó lakossal, anyatemplommal, 15 egész jobbágytelekkel. Földesura a kamara”
A 20. század elején  Miskovits Miksának, Tekijarski Kosztának és Szávának voltak a nagyobb birtokosai. 1910-ben 1755 lakosából 1666 szerb, 54 német, 12 magyar volt. Ebből 1685 görögkeleti ortodox, 65 római katolikus volt. A trianoni békeszerződés előtt Torontál vármegye Párdányi járásához tartozott.

## Nevezetességek
- Görög keleti temploma 1770 körül épült, új templomuk 1830-ban épült fel.